# J. H. Wyman
J.H. Wyman, all'anagrafe Joel Howard Wyman, noto anche con lo pseudonimo di Joel Wyner e Alden Kane (Oakland, 5 gennaio 1967), è uno sceneggiatore, regista e produttore televisivo canadese.
Wyman è conosciuto per i suoi ruoli in vari spettacoli e film canadesi e statunitensi, incluso Billy K. (William Kramer) in Catwalk, Cory Robbins in Pacific Palisades e Lyle Springer in Sirens, come pure per essere l'ideatore del programma televisivo Keen Eddie. Ha inoltre lavorato nella serie fantascientifica Fringe della Fox come produttore esecutivo, sceneggiatore, regista e showrunner.

## Biografia
Joel è nato a Oakland, ma cresciuto a Montréal (Québec). Successivamente si è trasferito a Toronto per seguire la carriera della recitazione e successivamente frequentare la American Academy of Dramatic Art a Los Angeles (California). Adesso lui ha una carriera sia davanti che dietro la cinepresa.
Il suo primo ruolo in un film fu in Discesa all'Inferno nel quale ha interpretato la parte di Mark insieme al coprotagonista Nicole de Boer con la quale successivamente lavorò anche nella serie Catwalk. Oltre ad apparire in vari film, egli ha anche avuto ruoli importanti in produzioni famose incluso Kung Fu: la leggenda continua, Lonesome Dove: The Series e Counterstrike. Joel è apparso anche nella seconda stagione della serie Highlander nel ruolo dell'immortale Gregor Powers. Wyman è forse più conosciuto per il suo ruolo nella parte del Luogotenente Lyle Springer nella serie Sirens e successivamente per la parte interpretata nella soap opera di breve durata Pacific Palisades nel 1997 ma lasciò questo programma dopo solo sei episodi. Nel 2001 egli ha scritto e prodotto il film The Mexican - Amore senza la sicura.
Nel 2008 Wyman iniziò la partecipazione alla serie fantascientifica Fringe della Fox come sceneggiatore e coproduttore esecutivo, per essere promosso all'inizio della seconda stagione a produttore esecutivo e showrunner, quest'ultimo incarico insieme a Jeff Pinkner.

## Filmografia

### Attore

#### Cinema
- Discesa all'inferno (Prom Night IV: Deliver Us from Evil), regia di Clay Borris (1992)
- The Club - Rito di sangue (The Club), regia di Brenton Spencer (1994)
- Listen, regia di Gavin Wilding (1996)
- Incontro casuale (Random Encounter), regia di Douglas Jackson (1998)

#### Televisione
- Street Legal – serie TV, episodio 6x09 (1991)
- The Valour and the Horror – miniserie TV, puntata 02 (1992)
- The Sound and the Silence, regia di John Kent Harrison – miniserie TV (1992)
- Counterstrike – serie TV, episodio 3x11 (1992)
- The Trial of Red Riding Hood, regia di Eric Till – film TV (1992)
- Poliziotto a 4 zampe (Katts and Dog) – serie TV, episodio 5x05 (1992)
- Catwalk – serie TV, 45 episodi (1992-1995)
- Foto di famiglia (Family Pictures), regia di Philip Saville  – miniserie TV (1993)
- Highlander (Highlander: The Series) – serie TV, episodio 2x02 (1993)
- Kung Fu: la leggenda continua (Kung Fu: The Legend Continues) – serie TV, episodio 2x04 (1994)
- Sirens – serie TV, 22 episodi (1994-1995)
- Colomba solitaria (Lonesome Dove: The Series) – serie TV, episodio 2x05 (1995)
- Toe Tags, regia di Daniel Petrie Jr. – film TV (1996)
- Pacific Palisades – serie TV, 6 episodi (1997)
- F/X (F/X: The Series) – serie TV, episodio 2x02 (1997)

### Produttore

#### Cinema
- The Mexican - Amore senza la sicura (The Mexican), regia di Gore Verbinski (2001)
- Dead Man Down - Il sapore della vendetta (Dead Man Down), regia di Niels Arden Oplev (2013)

#### Televisione
- Keen Eddie – serie TV, 13 episodi (2003-2004)
- Repo Cohen, regia sconosciuta – film TV (2004)
- Harry Green and Eugene – serie TV, episodi sconosciuti (2004)
- 13 Graves, regia di Dominic Sena – film TV (2006)
- Fringe – serie TV, 85 episodi (2009-2013)
- Almost Human – serie TV, 13 episodi (2013-2014)
- Debris – serie TV, 13 episodi (2021)

### Regista

#### Cinema
- Pale Saints (1997)

#### Televisione
- Fringe – serie TV, episodi 4x15-5x13 (2012-2013)

### Sceneggiatore

#### Cinema
- Pale Saints, regia di J. H. Wyman (1997)
- Il segreto di Mr. Rice (Mr. Rice's Secret), regia di Nicholas Kendall (1999)
- The Mexican - Amore senza la sicura (The Mexican), regia di Gore Verbinski (2001)
- Dead Man Down - Il sapore della vendetta (Dead Man Down), regia di Niels Arden Oplev (2013)

#### Televisione
- Wind at My Back – serie TV, episodio 2x04 (1997)
- Keen Eddie – serie TV, 9 episodi (2003-2004)
- Repo Cohen, regia sconosciuta – film TV (2004)
- Harry Green and Eugene – serie TV, episodi sconosciuti (2004)
- 13 Graves, regia di Dominic Sena – film TV (2006)
- Fringe – serie TV, 28 episodi (2009-2013)
- Almost Human – serie TV, 13 episodi (2013-2014)
- Debris – serie TV, 13 episodi (2021)